# 女医・倉石祥子
『女医・倉石祥子』（じょい くらいししょうこ）は、2012年から2016年までフジテレビ系で放送されたテレビドラマシリーズ。全4回。主演は片平なぎさ。原作は霧村悠康の同名の医療サスペンス小説シリーズである。
放送枠は「金曜プレステージ」（第1作 - 第3作）、「金曜プレミアム」（第4作）。

## キャスト

### 関東医科大学病院
倉石祥子
演 - 片平なぎさ
呼吸器科医師。第1作は安永記念病院、第4作は大泉記念病院の当直勤務もしている。独身。
蒲田駿
演 - 小池徹平
経歴：安永記念病院（第1作）
→ 関東医科大学病院（第2作 - ）
新人看護師。第2作で医学部を受験するため関東医科大学病院を退職したが第3作で復職。看護師をしながら医大を目指している。癒し系の草食男子。
青山賢斗
演 - 井出卓也（第3作・第4作）
看護師。蒲田の同僚。
赤井和義
演 - 大友康平
循環器疾患診療研究部門准教授。妻は10年前に死亡。第3作で祥子にプロポーズする。

### ゲスト
第1作「死の点滴」（2012年）
- 酒井裕美（安永記念病院 看護師主任） - 床嶋佳子
- 荒木光洋（安永記念病院 研修医・蒲田駿の高校の同級生） - 永岡佑
- 村西里子（安永記念病院 入院患者・赤井和義の亡き妻の妹・第1被害者） - 黒坂真美
- 村西邦夫（里子の夫） - 内田滋
- 佐藤幸雄（安永記念病院で鎮静剤中毒で暴れる男・第2被害者） - 津村知与支
- 中山ユリ（安永記念病院で不審な長期入院をする患者・第3被害者） - 穂花
- 野々村学（安永記念病院 内科部長） - 野添義弘
- 井上綾香（安永記念病院 看護師） - 高部あい
- 神山烈火（ぎっくり腰になったヤクザ） - 菅田俊
- 神山蘭子（烈火の妻） - 大島蓉子
- 安永弘道（安永記念病院 院長） - 井上順
- 夢見澤永久（関東医科大学病院 教授） - 森次晃嗣
- 松崎ときえ（安永記念病院 入院患者） - 島ひろ子
- 竜崎騎一郎（関東医科大学病院 循環器疾患診療研究部門准教授） - 中野剛
- 安永の秘書 - 大関真
- マンション管理人 - 田上ひろし
- タクシードライバー - 吉田祐健
- 安永記念病院 入院患者 - 城戸美夜
- 刑事 - 光山文章
- 屋台店主 - 太田悦史

第2作「死の研究室」（2013年）
- 木下さゆり（関東医科大学病院 准教授） - 高橋ひとみ
- 小田切澄江（関東医科大学病院 細胞生命生物学研究部門教授） - 大塚良重
- 木下健太（さゆりの甥・関東医科大学病院 横紋筋肉腫患者） - 三浦涼介（幼少期：板垣李光人）
- 向田達也（若葉セントラルクリニック 院長・健太の横紋筋肉腫を膿瘍と誤診する） - 篠田光亮
- 杉山晃（関東医科大学病院 皮膚科医師・第2被害者） - 中村誠治郎
- 山内晴美（関東医科大学病院 横紋筋肉腫患者・第1被害者） - SAORI
- 杉山義満（晃の父・杉山病院 院長・関東医科大学病院 元教授） - 名高達男
- 山内尚三（晴美の父） - 河野洋一郎
- 金井節子（関東医科大学病院 看護師） - 西慶子
- 国村（関東医科大学病院 教授・赤井和義に帯広への異動話を持ちかける） - 児玉頼信
- 南純子（主婦・関東医科大学病院 元看護師） - 鈴木美香
- 相沢美恵子（スーパーのパート・関東医科大学病院 元看護師） - 工藤時子
- 高山沙織（旧姓「辻内」・関東医科大学病院 元看護師） - 桜井ひとみ
- 杉山晃の同僚医師 - 出口哲也
- 関東医科大学病院 外科部長 - 井上浩
- 屋台の親父 - 世志男
- 小田切聡（澄江の息子・20年前死亡） - 中村彰吾
- 若葉セントラルクリニック 看護師 - 堀田祥子
- 関東医科大学病院の食堂のおばちゃん - 山梨雅子

第3作「死の最終診断」（2014年）
- 寺内美子（関東医科大学病院 病理部准教授・倉石祥子の同期） - 大島さと子
- 川上実男（関東医科大学病院 病理部准教授） - 佐野瑞樹
- 宮崎小夜子（ベーカリーショップ「コロネット」経営者・高垣の患者） - 井上和香
- 池田誠（小夜子の婚約者） - 徳山秀典（友情出演）
- 小玉和哉（妙子の夫） - 富田翔
- 茂田克二（関東医科大学病院 入院患者・花札が得意） - モト冬樹
- 村田晴美（関東医科大学病院 看護師長・蒲田駿の上司） - 阿知波悟美
- 山岡ミサキ（関東医科大学病院 通院患者・クラブ経営者） - シルビア・グラブ
- 黒田（警視庁刑事） - 清水伸
- 医師 - 向野章太郎
- 関東医科大学病院 警備員 - 石黒久也
- 小玉妙子（乳癌で死亡） - 田山由起
- 高垣昭五郎（関東医科大学病院 乳腺外科教授・神の手伝説を持つ男） - 国広富之

第4作「死の内科病棟」（2016年）
- 陣内雄一（関東医科大学病院 医師・大泉記念病院 元小児科医） - 小木茂光
- 高倉銀作（アイの父） - 嶋田久作
- 佐藤大吾（千尋の息子・蒲田駿の友人） - 多和田秀弥
- 神林雪子（大泉記念病院 看護師） - 中別府葵
- 佐藤千尋（大泉記念病院 元看護師） - 阿部朋子
- 今宮淳（大泉記念病院 看護師） - 根本正勝
- 中野ナナミ（大泉記念病院 入院患者） - 久家心
- 内村（大泉記念病院 外科部長） - 渡辺憲吉
- 美鈴（大泉記念病院 看護師・合コン参加者） - 岩佐真悠子
- 葵（大泉記念病院 看護師・合コン参加者） - 田辺岬
- 春菜（大泉記念病院 看護師・合コン参加者） - 西谷麻糸呂
- 中野（ナナミの母） - 笠木泉
- 高倉アイ（1年前 医療ミスで死亡） - 松澤可苑
- 関東医科大学病院 外科医 - 斎藤大典
- 患者の母 - 八重樫純子

## スタッフ
- 原作 - 霧村悠康
- 脚本 - 加藤公平
- 音楽 - 神坂享輔
- 演出 - 城宝秀則（共同テレビ）、小林義則（共同テレビ）
- 編成企画 - 太田大（第1作・第2作）、加藤達也（第3作・第4作）
- プロデューサー - 栁川由起子（共同テレビ）
- 制作 - フジテレビ
- 制作著作 - 共同テレビ

## 放送日程
| 話数 | 放送日         | サブタイトル | 原作             | 脚本     | 演出     | 視聴率 |
| ---- | -------------- | ------------ | ---------------- | -------- | -------- | ------ |
| 1    | 2012年02月17日 | 死の点滴     | 「死の点滴」     | 加藤公平 | 城宝秀則 | 13.8%  |
| 2    | 2013年08月23日 | 死の研究室   | 「黒い研究室」   | 加藤公平 | 小林義則 | 11.2%  |
| 3    | 2014年06月13日 | 死の最終診断 | 「死の最終診断」 | 加藤公平 | 小林義則 |        |
| 4    | 2016年10月21日 | 死の内科病棟 |                  | 加藤公平 | 小林義則 |        |

- 視聴率はビデオリサーチ調べ、関東地区・世帯